# Brenda Marshall
Brenda Marshall (nacida Ardis Ankerson; 29 de septiembre de 1915 – 30 de julio de 1992) fue una actriz de cine estadounidense.
Fue reconocida por protagonizar el filme de romance La ninfa constante de Edmund Goulding junto a Joan Fontaine, pero posteriormente no tuvo una carrera constante.
En 1941, Marshall se casó con el actor William Holden, quien adoptó a Virginia Gaines (nacida el 17 de noviembre de 1937 en la ciudad de Nueva York). Marshall y Holden tuvieron dos hijos juntos, Peter Westfield "West" Holden (1943-2014) y Scott Porter Holden (1946-2005). Después de varias separaciones, Marshall y Holden se divorciaron en 1971. Marshall se mudó a Palm Springs, California en 1971. Murió en 1992 de cáncer de garganta a los 76 años.

## Filmografía
| Año  | Título                      | Rol                       | Notas           |
| ---- | --------------------------- | ------------------------- | --------------- |
| 1939 | Blackwell's Island          | Secretaria                | no acreditada   |
| 1939 | Espionage Agent             | Brenda Ballard            |                 |
| 1940 | The Man Who Talked Too Much | Celia Farrady             |                 |
| 1940 | The Sea Hawk                | Doña Maria                | con Errol Flynn |
| 1940 | Money and the Woman         | Barbara Patteson          |                 |
| 1940 | East of the River           | Laurie Romayne            |                 |
| 1940 | South of Suez               | Katharine 'Kit' Sheffield |                 |
| 1941 | Footsteps in the Dark       | Rita Warren               | con Errol Flynn |
| 1941 | Singapore Woman             | Vicki Moore               |                 |
| 1941 | Highway West                | Claire Foster             |                 |
| 1941 | The Smiling Ghost           | Lil Barstow               |                 |
| 1942 | Captains of the Clouds      | Emily Foster              |                 |
| 1942 | You Can't Escape Forever    | Laurie Abbott             |                 |
| 1943 | The Constant Nymph          | Toni Sanger               |                 |
| 1943 | Background to Danger        | Tamara Zaleshoff          | con George Raft |
| 1943 | Paris After Dark            | Yvonne Blanchard          |                 |
| 1946 | Strange Impersonation       | Nora Goodrich             |                 |
| 1946 | Whispering Smith            | Marian Sinclair           | con Alan Ladd   |
| 1950 | The Iroquois Trail          | Marion Thorne             |                 |